# The Skeptics' Guide to the Universe

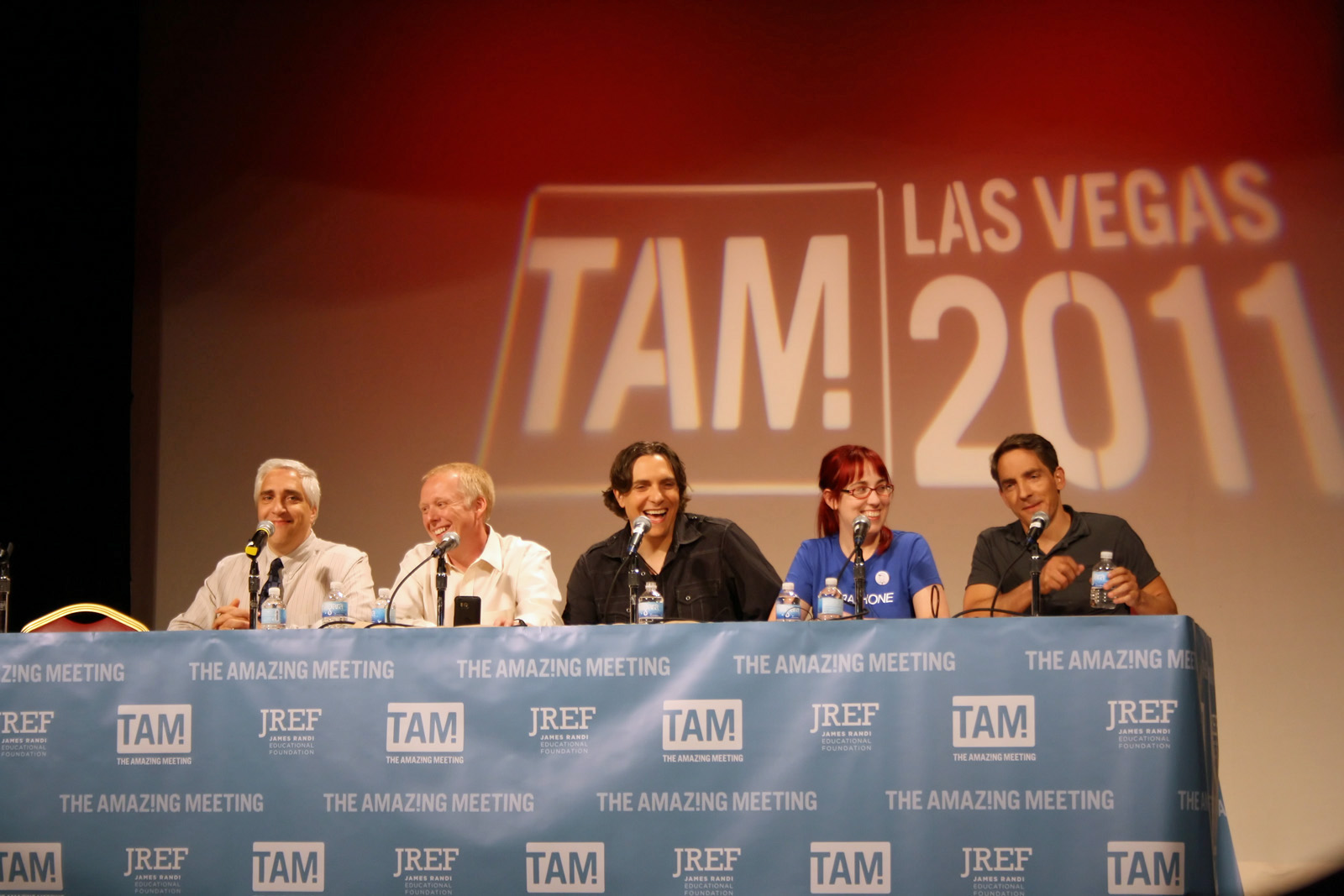
The Skeptics' Guide to the Universe

The Skeptics' Guide to the Universe är en amerikansk skeptisk poddradio som kommer ut en gång i veckan, och som tar upp ämnen relaterade till vetenskap och vetenskaplig skepticism. Ämnen som tagits upp är bland annat kreationism, ekologisk odling, alternativmedicin, förintelseförnekelse, logiska felslut, kritiskt tänkande, och genmodifierad mat. Vetenskapliga nyheter och olika saker som händer inom den skeptiska rörelsen avhandlas också.
Poddradion startade 2005 och hade 300 000 lyssnare i veckan i september 2017.

## Medverkande
- Steven Novella
- Bob Novella
- Jay Novella
- Evan Bernstein
- Cara Santa Maria

Tidigare medverkande
- Perry DeAngelis
- Rebecca Watson